# Heteroponerinae
Heteroponerinae Bolton, 2003 è una sottofamiglia di insetti imenotteri della famiglia Formicidae.

## Tassonomia
La sottofamiglia Heteroponerinae è composta da soli 3 generi:
- Acanthoponera  Mayr, 1862
- Aulacopone Arnoldi, 1930
- Heteroponera Mayr, 1887